# Михайлов Погост (Локнянский район)
Михайлов Погост — деревня в Локнянском районе Псковской области России.
Входит в состав Михайловской волости, являясь его административным центром.

## Расположение
Деревня расположена в 150 км от Пскова и в 10 км к юго-западу от районного центра Локня и от ближайшей железнодорожной станции.

## Население
| 2001 | 2002 | 2010 |
| ---- | ---- | ---- |
| 534  | ↘531 | ↘319 |

## Инфраструктура
На территории деревни расположены: почтовое отделение связи, фельдшерско-аптечный пункт, основная общеобразовательная школа, несколько магазинов.

## История
Впервые деревня была упомянута под 1392 как место строительства церкви Успения Божией Матери крестьянином Михаилом на месте явления иконы Пресвятой Богородицы. Считается, что именно в честь него и названа деревня.
Из списков населенных мест известно, что село Михайлов Погост находилось на расстоянии 72 верст от уездного города Великие Луки при речке Дракуше, от станового квартала на расстоянии 9 верст по Белорусскому почтовому тракту из города Великие Луки в Санкт-Петербург. В нем насчитывалось 13 дворов с 95-ю жителями.

## Достопримечательности
Церковь того времени не сохранилась, зато существует церковь Святого Владимира постройки 1862 на средства Марии Алексеевой, над прахом мужа, титулярного советника Владимира Григорьевича Алексеева в древнерусском или византийском стиле, действует.
Воинское кладбище времён Великой Отечественной войны.